# Служба военной контрразведки (Германия)
Служба военной контрразведки (нем. Amt für den militärischen Abschirmdienst, MAD, в русскоязычной литературе используется также аббревиатура МАД), до 1984 года — Amt für Sicherheit der Bundeswehr (ASBw) — одна из трёх федеральных спецслужб Германии, подразделение бундесвера, отвечающее за военную контрразведку.
Штаб-квартира MAD находится в Кёльне. MAD имеет 12 территориальных подразделений по всей территории Германии и 40 мобильных подразделений. Штат организации насчитывает около 1300 военных и гражданских сотрудников, годовой бюджет составил 73 млн евро в 2009 году (70 млн в 2008 году).

## Цели и задачи
Правовой основой деятельности MAD является федеральный закон о MAD 1990-12-20, с изменениями, внесёнными статьей 8 Закона 2005-04-22. Согласно этим законам, MAD является контрразведывательной организацией оборонительного характера, основными задачами которой являются предотвращение саботажа и диверсий в бундесвере, борьба с вражеской агентурой, внедряемой в вооружённые силы ФРГ и обнаружение «антиконституционный деятельности» в бундесвере. В действительности MAD представляет собой организацию с весьма широкими полномочиями, которые чаще всего не афишируются, но права вести военную разведку у неё нет. MAD возглавляет президент, который подчинён федеральному министру обороны Германии. MAD действует в постоянном взаимодействии с БНД, Федеральной службой защиты конституции Германии и разведывательными службами НАТО.

## Организационная структура
Организационная структура MAD включает следующие подразделения:
- Департамент I: Центральный аппарат
- Департамент II: Борьба с экстремизмом и терроризмом
- Департамент III: Контрразведка и оперативное обеспечение безопасности
- Департамент IV: Защита тайн (персональных данных и данных об объектах)
- Департамент V: Технические службы.

Территориальная структура MAD включает 12 подразделений:
- MAD-Stelle 11 — Киль
- MAD-Stelle 21 — Ганновер
- MAD-Stelle 22 — Вильгельмсхафен
- MAD-Stelle 31 — Хильден
- MAD-Stelle 41 — Майнц
- MAD-Stelle 42 — Кобленц
- MAD-Stelle 51 — Штутгарт
- MAD-Stelle 61 — Мюнхен
- MAD-Stelle 62 — Амберг
- MAD-Stelle 71 — Лейпциг
- MAD-Stelle 81 — Швиловзе
- MAD-Stelle 82 — Росток.

## История
После формирования бундесвера в 1955 году, в январе 1956 года была создана MAD в качестве подразделения бундесвера и существовала до 1984 года под названием Amt für Sicherheit der Bundeswehr (ASBw) («Служба безопасности бундесвера»). В сентябре 1984 года была реорганизована, в её штатное расписание были введены должности для гражданских служащих. До 1990 года MAD имела 28 региональных отделений. После объединения Германии и поглощения бундесвером Национальной народной армии ГДР, а также завершения вывода частей российской армии с территории бывшей ГДР в 1994 году было проведено сокращение общей численности бундесвера и сокращение числа территориальных подразделений MAD до 12.
На протяжении истории MAD вокруг неё неоднократно возникали скандалы. В частности, во то время когда MAD возглавлял Герд-Хельмут Комосса, служба вела тайное наблюдение за домом секретаря министра иностранных дел ФРГ Георга Лебера, заподозренного в шпионаже в пользу ГДР, без ведома самого министра. Лебер был проинформирован о незаконной слежке в начале 1978 года, после чего ушёл в отставку вопреки воле тогдашнего канцлера Гельмута Шмидта. При этом Г.Лебер не сообщил о факте слежки бундестагу, и эта история получила огласку после публикации в журнале Quick 26 октября 1978 года.
Другой скандал, связанный с MAD — так называемое «дело Кисслинга» 1983 года, когда в результате расследований MAD генерал Гюнтер Кисслинг, заместитель командующего Объединёнными вооружёнными силами НАТО в Европе, на оснований обвинений в гомосексуализме, полученных из сомнительных источников, был сочтён «неблагонадёжным» с точки зрения безопасности НАТО и досрочно отправлен в отставку. Впоследствии Г.Кисслинг был реабилитирован.
В целях улучшения своего имиджа MAD прибегла к публикации комиксов в журнале Y, издаваемого бундесвером. В чёрно-белых комиксах стилистики 1970-х годов под названием «Добрые агенты MAD» рассказывается о типичных ситуациях из службы (немецкого солдата соблазняет русская шпионка, сотрудники MAD спасают лагерь бундесвера в Афганистане от боевиков-исламистов и т. д.).
В сентябре 2012 года разгорелся очередной скандал: выяснилось, что MAD скрыла от комиссии бундестага материалы о слежке за активным участником неонацистской банды NSU Уве Мундлосом, в связи с чем руководитель MAD Ульрих Биркенхайер был вызван в парламентскую комиссию для дачи объяснений. В связи с этим скандалом появились заявления представителей федерального министерства обороны о том, что MAD будет преобразована в рамках предстоящей крупной реформы силовых структур ФРГ.

## Руководители
- 1955—1964: Йозеф Шельмар
- 1964—1967: Генрих Зелигер
- 1967—1972: Армин Экк
- 1972—1977: Пауль-Альберт Шерер
- 1977—1980: Герд-Хельмут Комосса
- 1980—1982: Клаус Фольмер
- 1982—1983: Эльмар Шмелинг
- 1983—1984: Хельмут Берендт
- 1984—1987: Хубертус Занфф
- 1987—1991: Винфред Швенке
- 1991—2003: Рудольф фон Хёген
- 2003—2008: Рихард Альф
- 2008—2010: Георг фон Брандис
- 2010—2012: Карл-Хайнц Брюссельбах
- 2012[8]—2014: Ульрих Биркенхайер
- 2014—2020: Кристоф Грамм
- 2020—н.в.: Мартина Розенберг